# Bouillon Julien
Ne doit pas être confondu avec Julien's Restorator.
Bouillon Julien, anciennement restaurant Julien, est un restaurant de type brasserie, situé à Paris, en France, classé monument historique pour son style Art nouveau.

## Localisation
Le restaurant est situé dans le 10e arrondissement de Paris, 16, rue du Faubourg-Saint-Denis.

## Historique
L'emplacement accueille en 1787 une auberge à l'enseigne du Cheval Blanc qui est, par la suite, l'un des premiers café-concerts.
L'immeuble actuel est édifié en 1901 et 1902 par l'architecte Édouard Fournier. Le restaurant est décoré dans le style Art nouveau, très en vogue ces années-là, par Louis Trézel, Armand Ségaud et Hippolyte Boulenger et ouvre en 1903 sous le nom de « Gandon-Fournier », la gérance étant assurée par Gandon. En 1924, Julien Barbarin hérite de l'établissement. Les panneaux représentant des paons sont d'Armand Segaud, alors que le bar en acajou de Cuba est l’œuvre de l'ébéniste Louis Majorelle. Inspirées de l'iconographie d'Alfons Mucha, les quatre femmes des panneaux peints sur pâte de verre sont l'œuvre de Louis Trézel.
Le sol carrelé représente une prairie sauvage d’ancolies et de marguerites en fleurs composée par les faïenceries d’Hippolyte Boulenger à Choisy-le-Roi, dont le siège parisien se trouvait dans le quartier. Julien Barbarin fait aménager les grandes verrières qui font entrer la lumière zénithale dans la salle. Elles sont aménagées par la miroiterie Georges Guenne avec des dessins réalisés par Charles Buffet, père du peintre Bernard Buffet.
La salle du restaurant est classée au titre des monuments historiques en 1997. La façade et la toiture de l'immeuble sont inscrites la même année.
Le restaurant prend le nom de Julien, dit aussi Chez Julien, en 1938. La table 24 était celle où Édith Piaf avait ses habitudes pour attendre Marcel Cerdan. Des scènes du film La Môme (2007) d'Olivier Dahan avec Marion Cotillard, sont tournées à la brasserie.
Des scènes du film Chocolat (2016), avec Omar Sy, y sont également tournées.
En 1975, la brasserie intègre le groupe Flo de Jean-Paul Bucher.
En 2018, le restaurant change de nom pour devenir Bouillon Julien.
Le restaurant fait partie du groupe Grande Brasseries de l'Est.

## Galerie

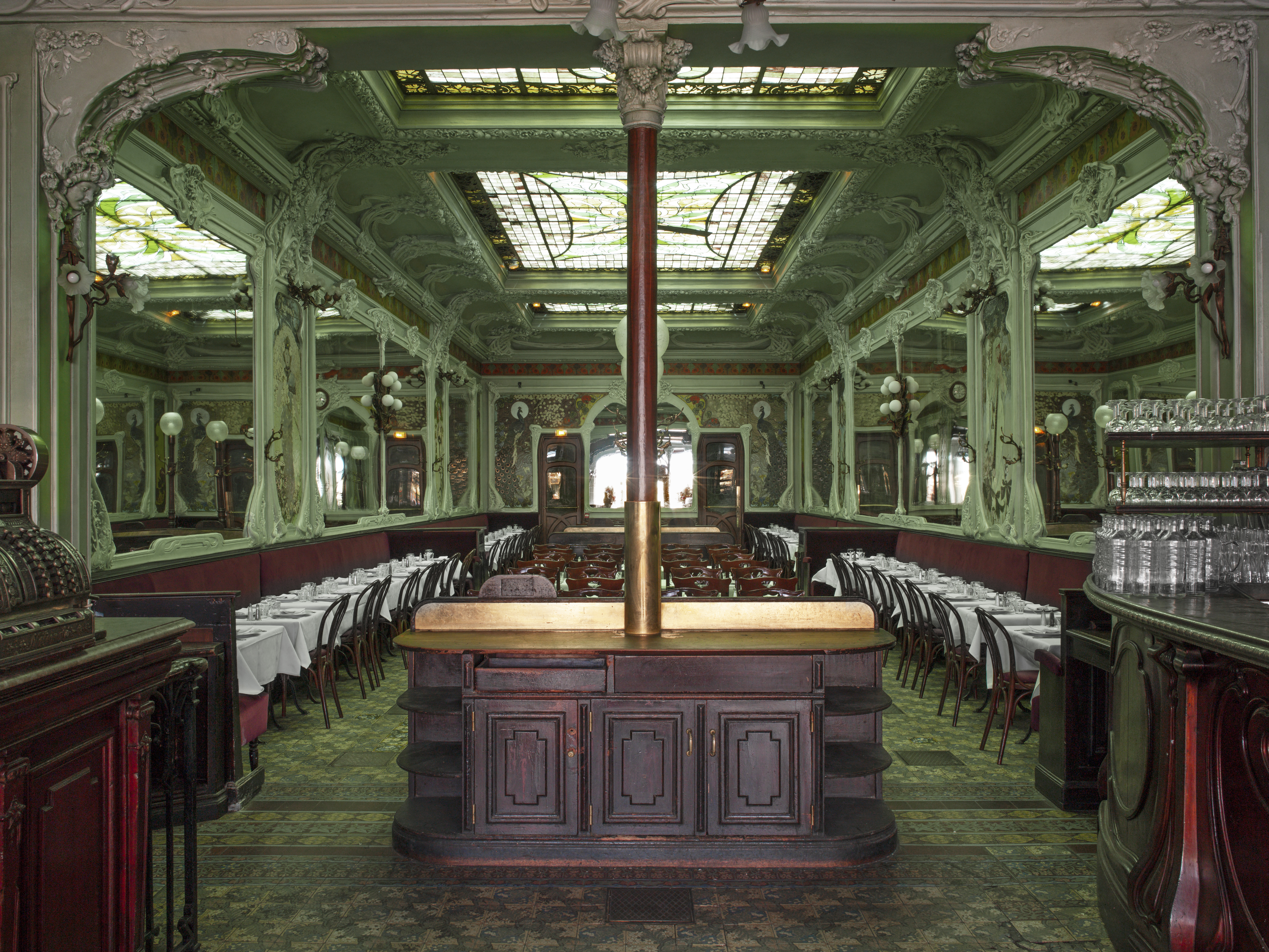
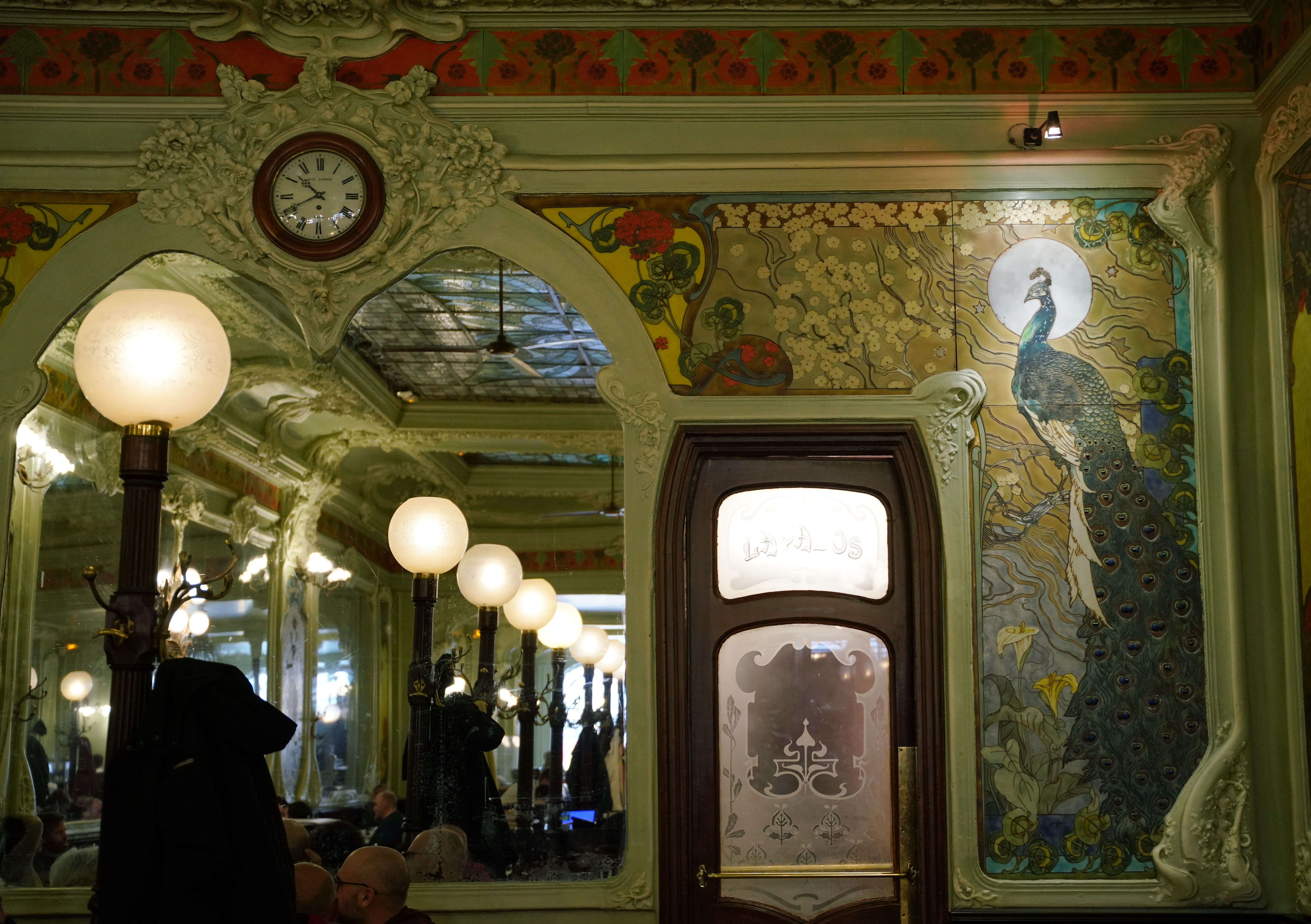
Paon en faïence.
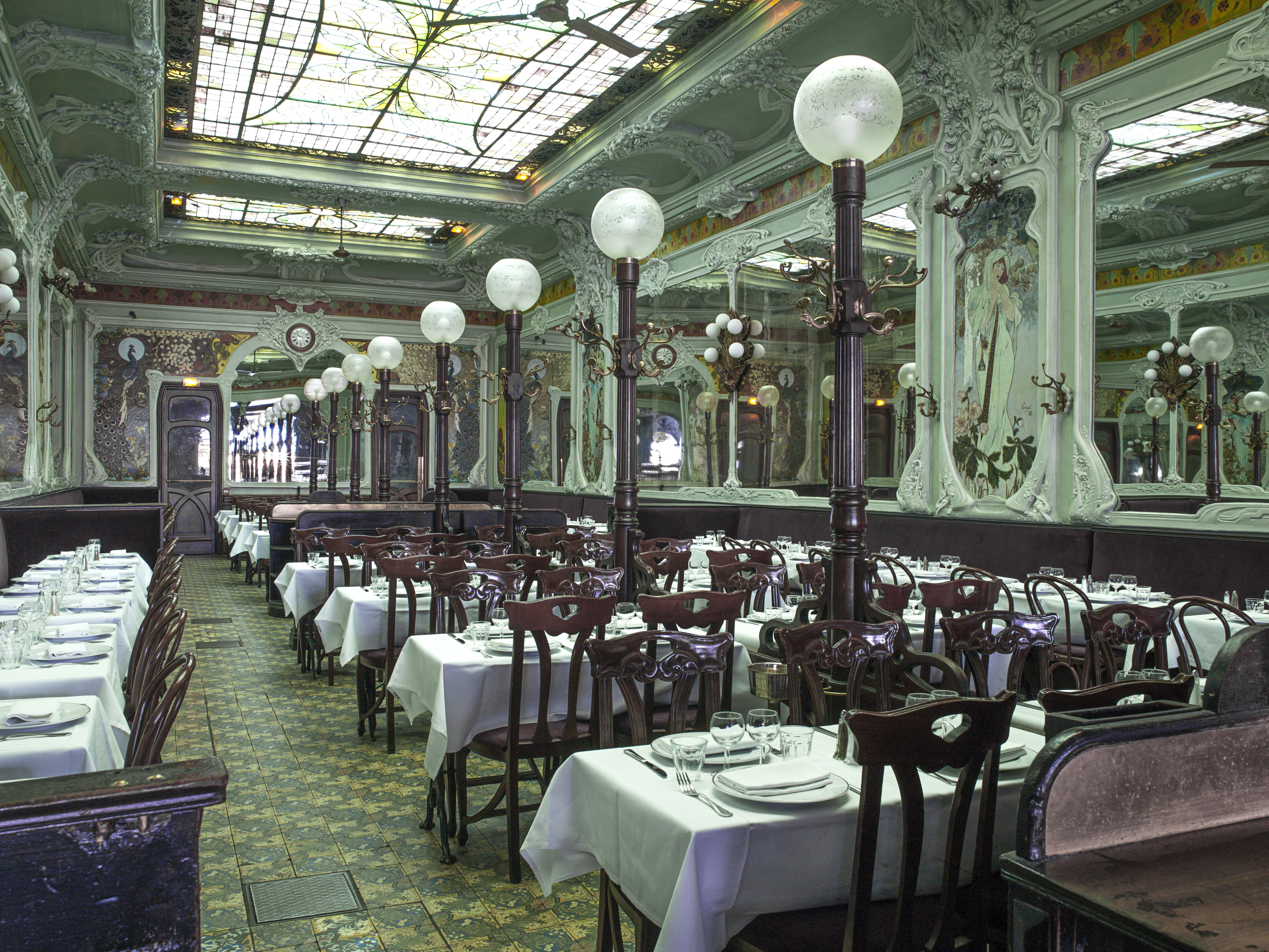
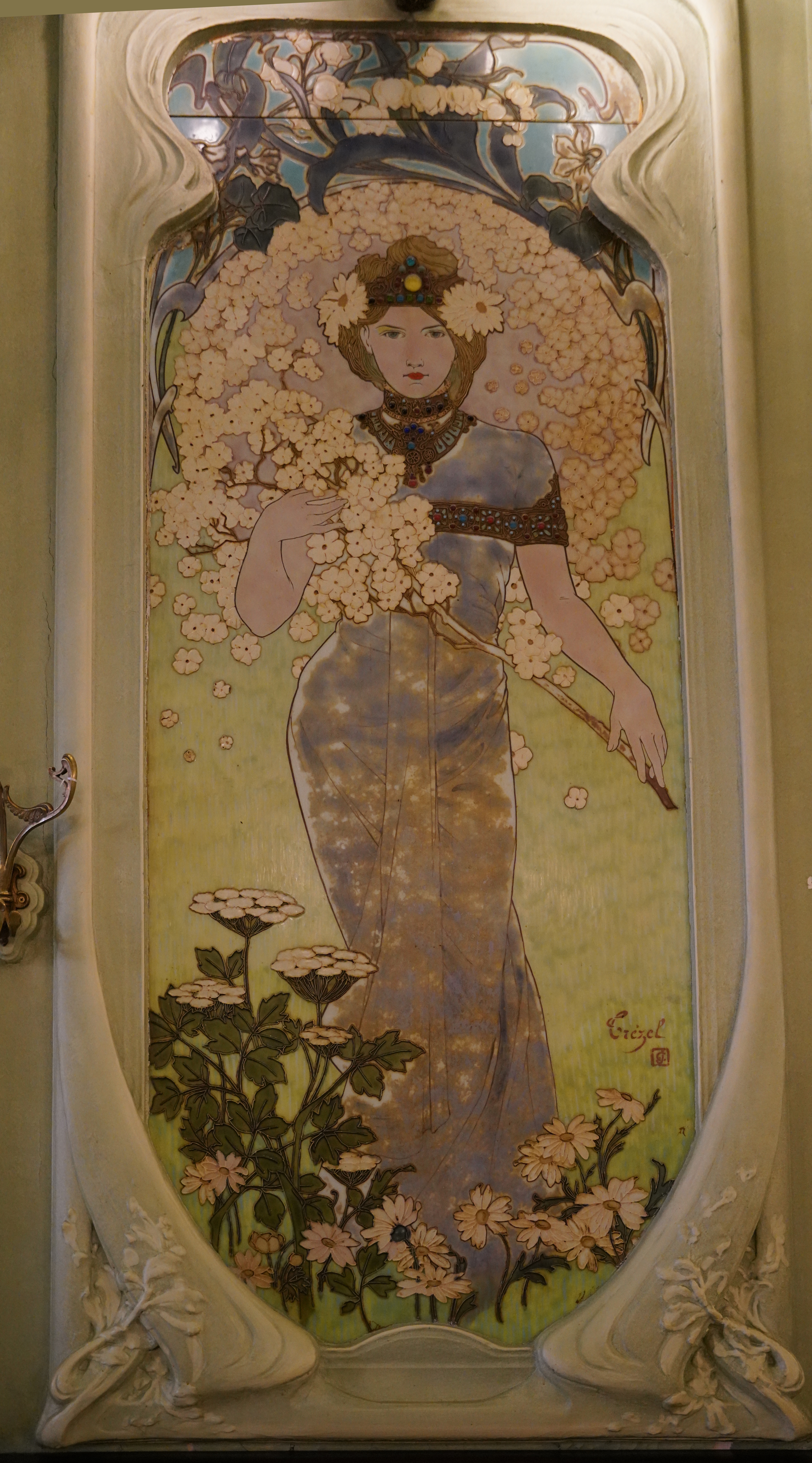
Femme d'après Mucha.
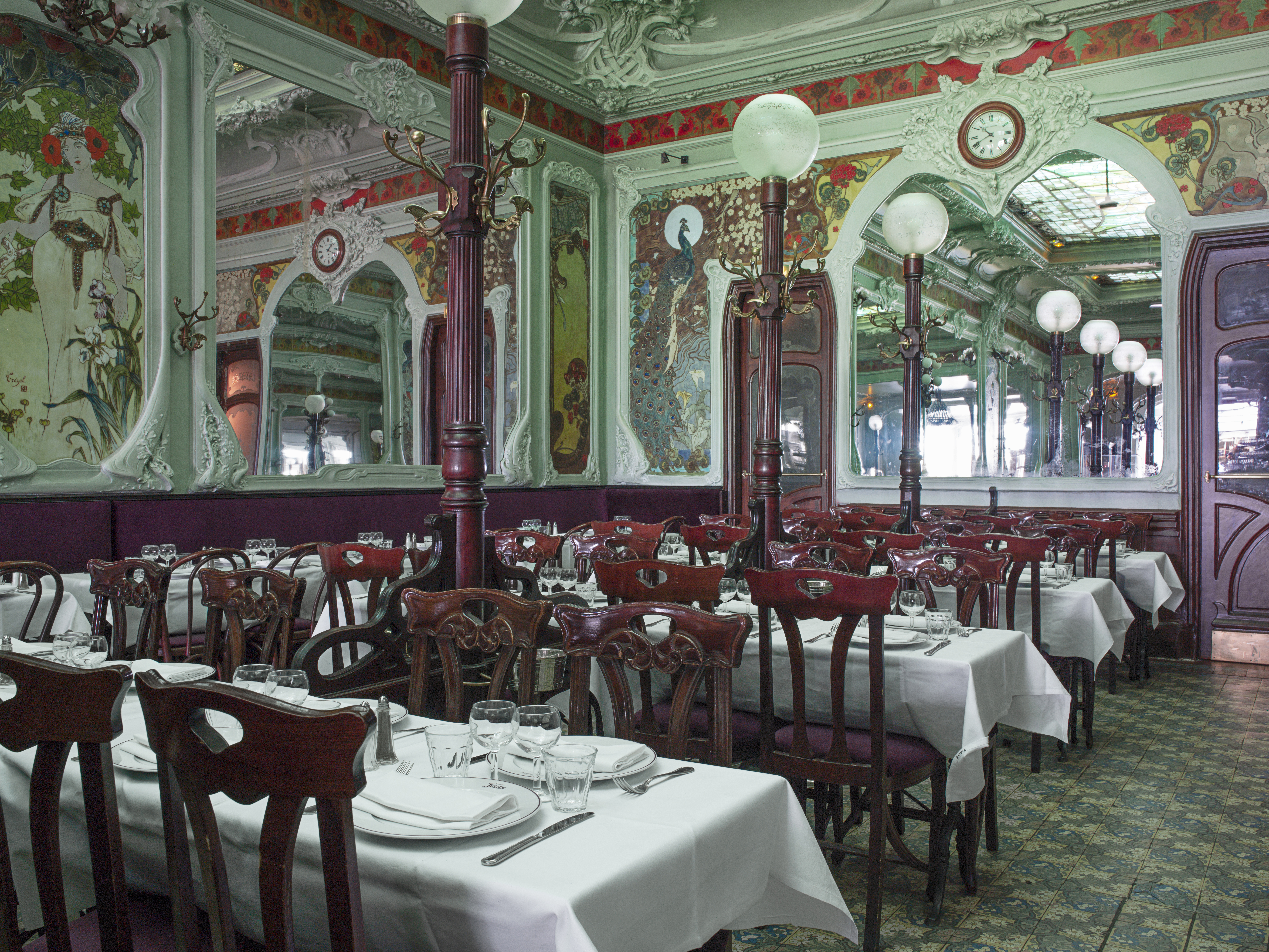
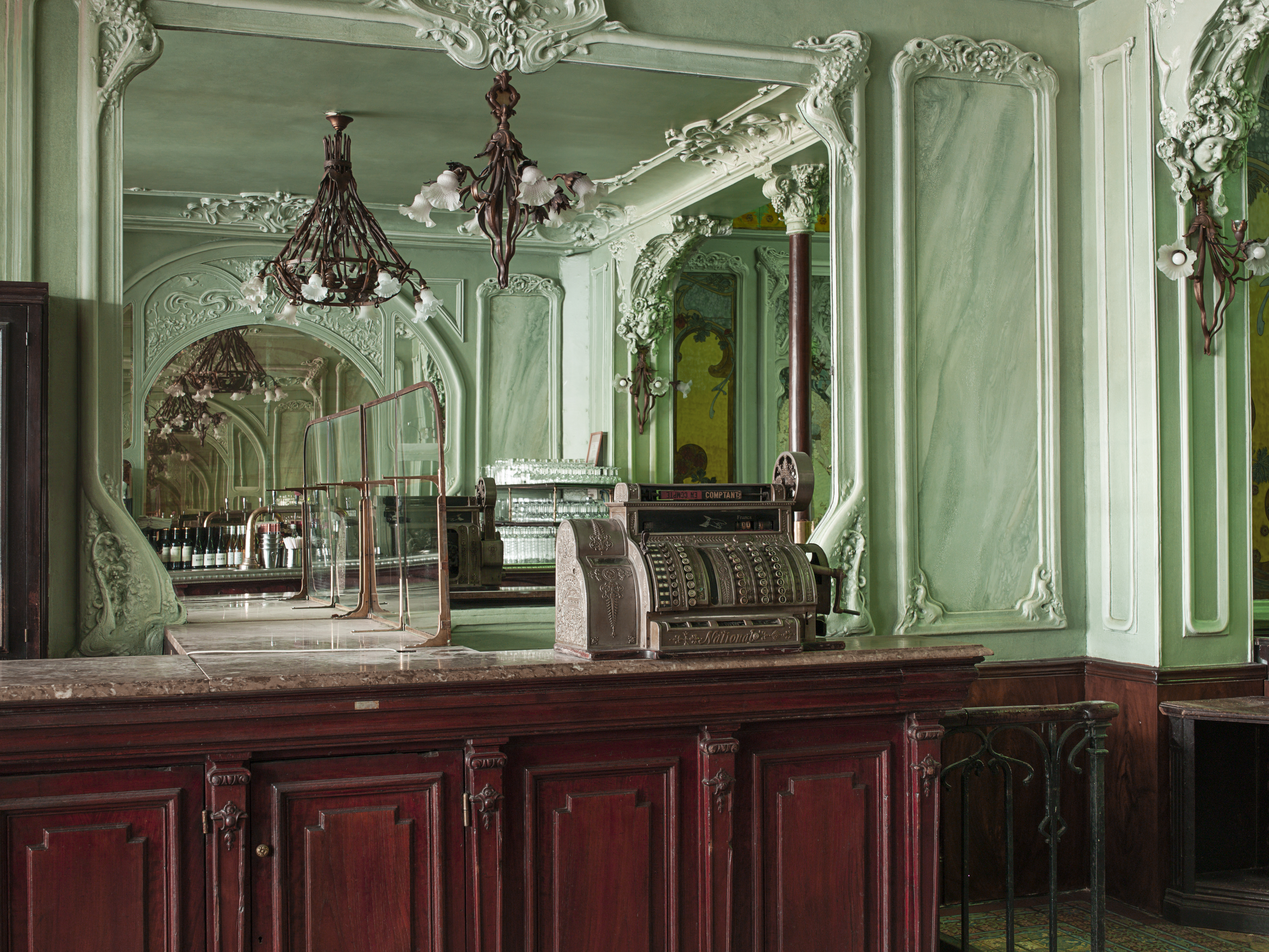
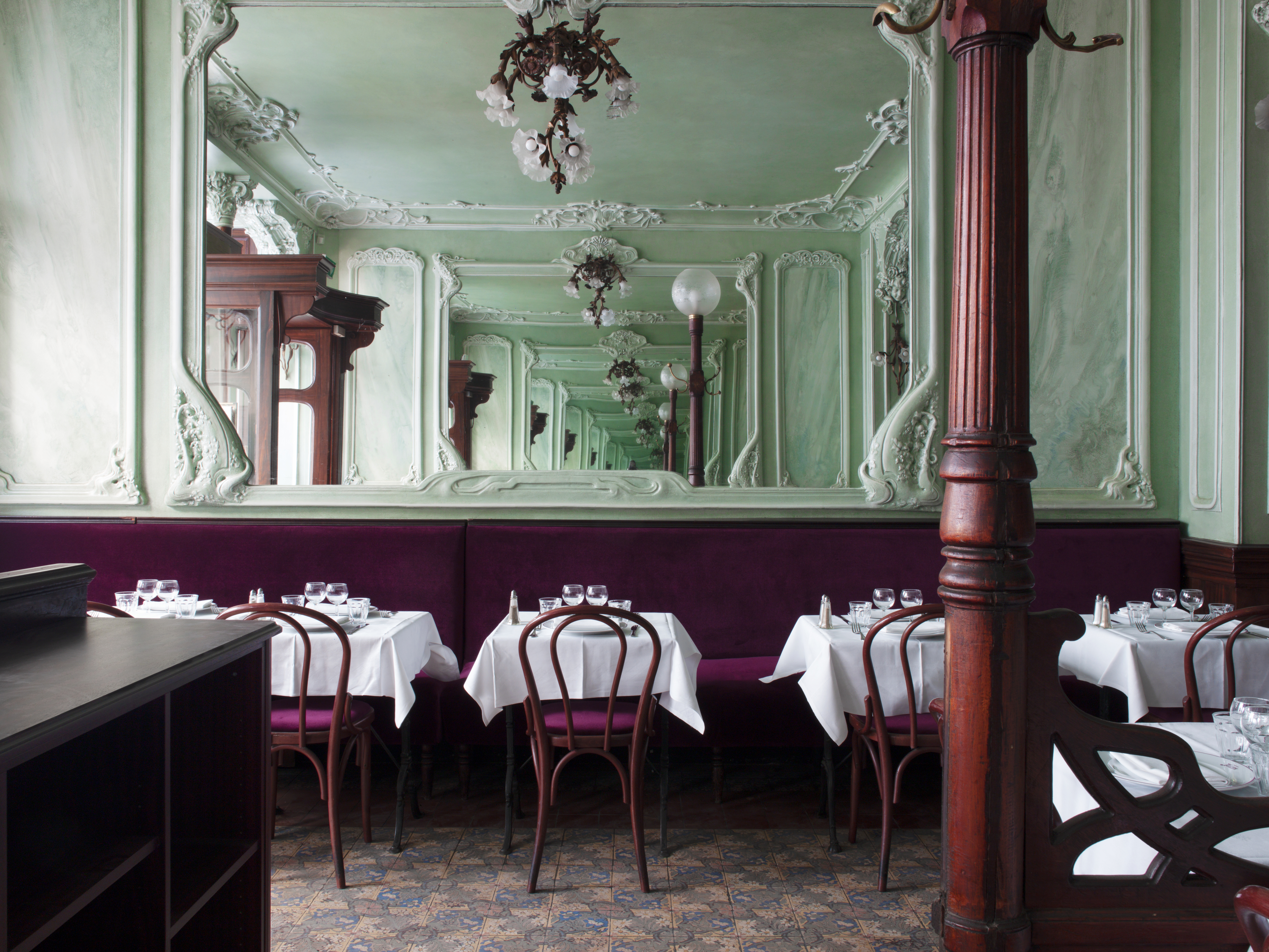
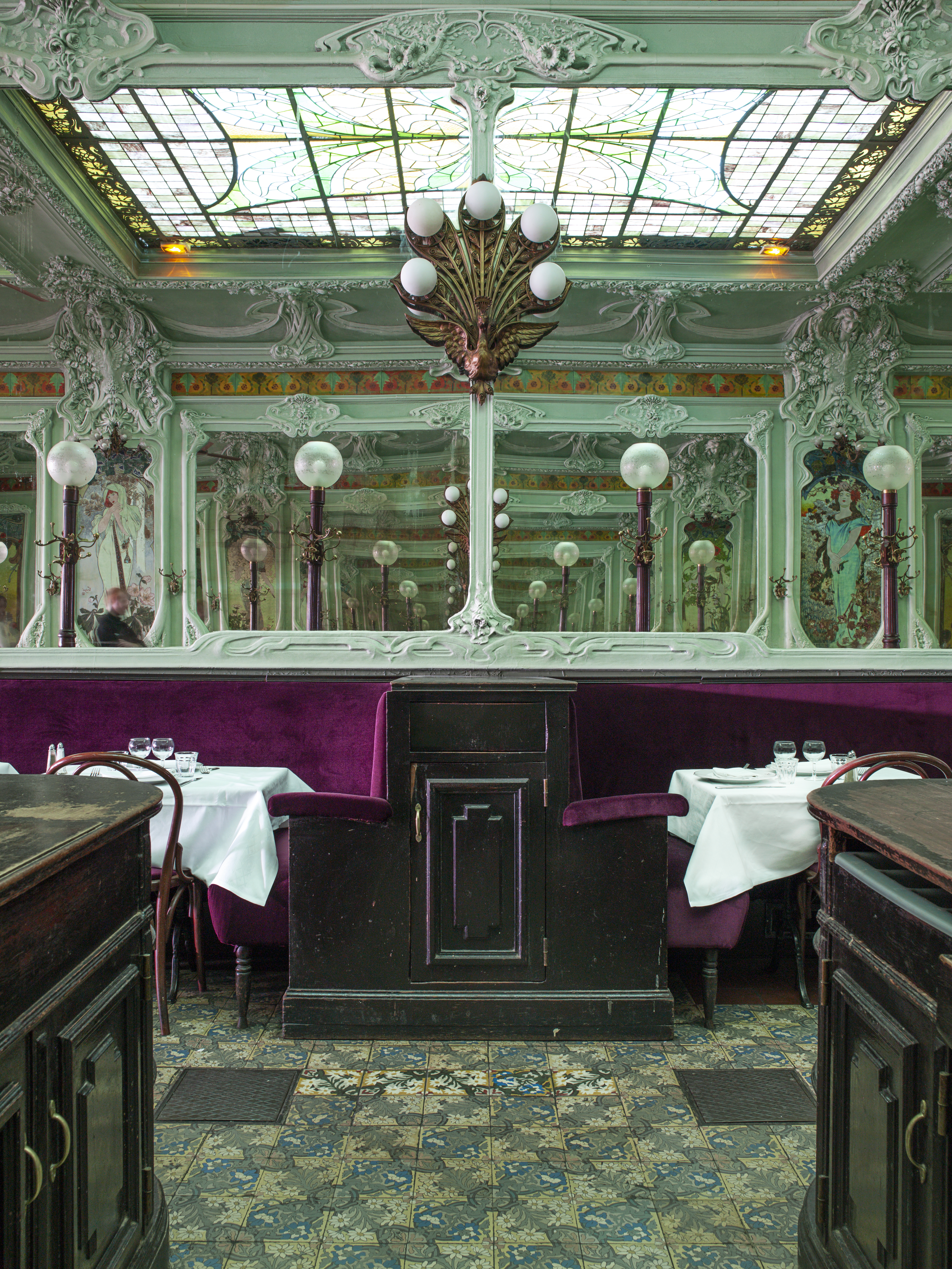
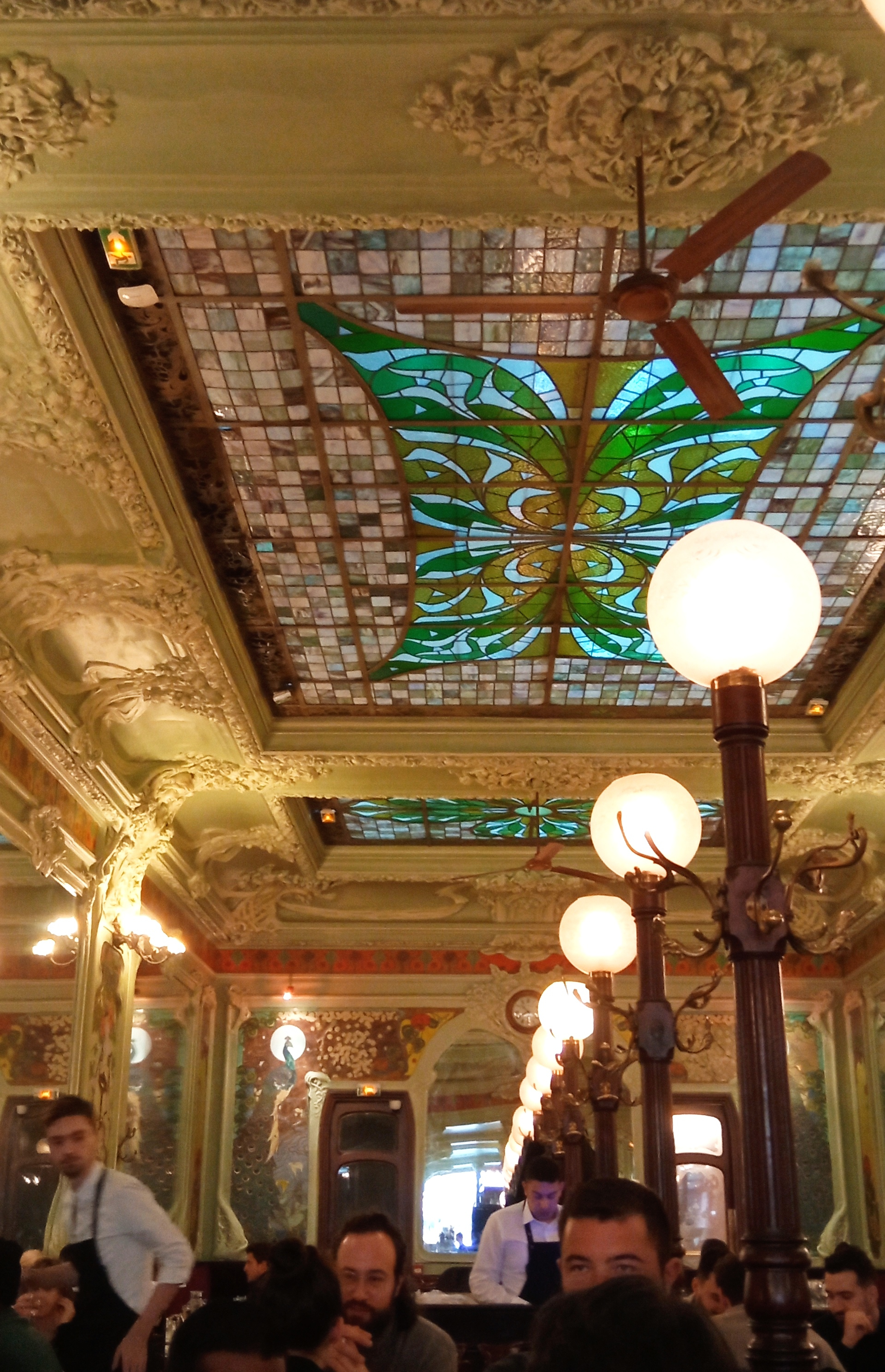
verrière.